# Liste de statues équestres de Hongrie
Cet article recense les statues équestres en Hongrie.

## Liste
| Œuvre                                             | Auteur                                   | Commune        | Localisation                  | Notes                                                               | Installation | Coordonnées                       | Illustration                                              |
| ------------------------------------------------- | ---------------------------------------- | -------------- | ----------------------------- | ------------------------------------------------------------------- | ------------ | --------------------------------- | --------------------------------------------------------- |
| Statue équestre de Gyula Andrássy                 | György Zala (hu)                         | Budapest       | Kossuth Lajos tér             | Gyula Andrássy                                                      | 2015         | 47° 30′ 08″ nord, 19° 03′ 03″ est | Statue équestre de Gyula Andrássy, Budapest               |
| Coureur équestre                                  | Pál Pátzay (hu)                          | Budapest       | Germanus Gyula park           |                                                                     | 1954         | 47° 30′ 58″ nord, 19° 02′ 20″ est | Coureur équestre, Budapest                                |
| Statue équestre d'Étienne Ier                     | Alajos Stróbl                            | Budapest       | Bastion des pêcheurs          | Étienne Ier de Hongrie                                              | 1906         | 47° 30′ 07″ nord, 19° 02′ 06″ est | Statue équestre d'Étienne Ier, Budapest                   |
| Statue équestre d'Eugène de Savoie                | József Róna (hu)                         | Budapest       | Palais de Budavár             | Eugène de Savoie-Carignan                                           | 1899         | 47° 29′ 47″ nord, 19° 02′ 24″ est | Statue équestre d'Eugène de Savoie, Budapest              |
| Statue équestre de François II Rákóczi            | János Pásztor (hu), Rezső Hikisch (hu)   | Budapest       | Kossuth Lajos tér             | François II Rákóczi                                                 | 1935         | à géolocaliser                    | Statue équestre de François II Rákóczi, Budapest          |
| Saint Georges terrassant le Dragon                |                                          | Budapest       | Epreskert (hu)                |                                                                     |              | à géolocaliser                    | Saint Georges terrassant le Dragon, Budapest              |
| Saint Georges terrassant le Dragon                |                                          | Budapest       | Bastion des pêcheurs          | Georges de Lydda. Réplique de la statue (cs) de Prague              |              | 47° 30′ 09″ nord, 19° 02′ 06″ est | Saint Georges terrassant le Dragon, Budapest              |
| Statue équestre d'Artúr Görgey                    | László Marton (hu)                       | Budapest       |                               | Artúr Görgey. Réplique d'une statue de György Vastagh (hu) de 1935. | 1998         | 47° 29′ 54″ nord, 19° 02′ 08″ est | Statue équestre d'Artúr Görgey, Budapest                  |
| Statue équestre d'Andreas Hadik                   | György Vastagh (hu)                      | Budapest       | Úri utca (hu)                 | Andreas Hadik von Futak                                             | 1936         | 47° 30′ 03″ nord, 19° 01′ 58″ est | Statue équestre d'Andreas Hadik, Budapest                 |
| Statue équestre de Jean Hunyadi                   | Pál Pátzay (hu)                          | Budapest       |                               | Jean Hunyadi                                                        | 1986         | 47° 30′ 53″ nord, 19° 04′ 59″ est | Statue équestre de Jean Hunyadi, Budapest                 |
| Monument aux hussard de Transylvanie              | Lajos Petri                              | Budapest       | Tóth Árpád sétány             |                                                                     | 1935         | 47° 30′ 08″ nord, 19° 01′ 44″ est | Monument aux hussard de Transylvanie, Budapest            |
| Monument du millénaire                            | György Zala (hu)                         | Budapest       | Hősök tere                    | Sept chefs magyars : Árpád, Előd, Ond, Kond, Tas, Huba et Tétény    | 1896         | 47° 30′ 42″ nord, 19° 04′ 40″ est | Monument du millénaire, Budapest                          |
| Statue équestre de Sebestyén Tinódi Lantos        | Dávid Raffay (hu)                        | Dombóvár       |                               | Sebestyén Tinódi Lantos                                             | 2000         | à géolocaliser                    | Statue équestre de Sebestyén Tinódi Lantos, Dombóvár      |
| Végvári vitézek                                   | Zsigmond Kisfaludi Strobl (hu)           | Eger           |                               |                                                                     | 1967         | 47° 54′ 12″ nord, 20° 22′ 38″ est | Végvári vitézek, Eger                                     |
| Statue équestre de János Bottyán]                 | István Martsa (hu)                       | Esztergom      |                               | János Bottyán (hu)                                                  | 1977         | à géolocaliser                    | Statue équestre de János Bottyán, Esztergom               |
| Statue équestre d'Étienne Ier                     | Ferenc Medgyessy (hu)                    | Esztergom      |                               | Étienne Ier de Hongrie                                              | 1978         | à géolocaliser                    | Statue équestre d'Étienne Ier, Esztergom                  |
| Saint Georges terrassant le Dragon                | Lajos Biró                               | Fehérgyarmat   |                               |                                                                     | 2002         | 47° 59′ 27″ nord, 22° 30′ 45″ est | Saint Georges terrassant le Dragon, Fehérgyarmat          |
| Statue équestre de Coloman                        |                                          | Gödöllő        |                               | Coloman de Galicie                                                  | 1931         | 47° 35′ 34″ nord, 19° 21′ 39″ est | Statue équestre de Coloman, Gödöllő                       |
| Statue équestre de János Bottyán]                 | Árpád Mihály                             | Gyöngyös       | Barátok tere                  | János Bottyán (hu)                                                  | 1969         | à géolocaliser                    | Image manquante                                           |
| Statue équestre d'Étienne Ier                     | Pál Kő (hu)                              | Gyöngyös       | Hanisz Imre tér               | Étienne Ier de Hongrie                                              | 2002         | 47° 46′ 57″ nord, 19° 55′ 38″ est | Statue équestre d'Étienne Ier, Gyöngyös                   |
| Statue équestre d'Étienne Ier                     | Ferenc Medgyessy (hu)                    | Győr           |                               | Étienne Ier de Hongrie                                              |              | 47° 41′ 15″ nord, 17° 37′ 49″ est | Statue équestre d'Étienne Ier, Győr                       |
| Végvári vitézek                                   | Béla Tóth                                | Gyula          |                               |                                                                     | 1974         | 46° 38′ 44″ nord, 21° 17′ 09″ est | Végvári vitézek, Gyula                                    |
| Statue équestre d'Étienne II Bocskai              |                                          | Hajdúdorog     |                               | Étienne II Bocskai                                                  | 2005         | à géolocaliser                    | Statue équestre d'Étienne II Bocskai, Hajdúdorog          |
| Statue équestre d'Étienne II Bocskai              | László Marton (hu)                       | Hajdúszoboszló |                               | Étienne II Bocskai                                                  | 1972         | à géolocaliser                    | Statue équestre d'Étienne II Bocskai, Hajdúszoboszló      |
| Jász huszár                                       | Viktor Vass (hu)                         | Jászberény     | Szentháromság tér             |                                                                     | 1926         | 47° 30′ 12″ nord, 19° 54′ 43″ est | Jász huszár, Jászberény                                   |
| Statue équestre de Lehel                          | Miklós Melocco (hu)                      | Jászberény     | Lehel vezér tér               | Lehel (hu)                                                          | 2014         | 47° 30′ 08″ nord, 19° 54′ 48″ est | Statue équestre de Lehel, Jászberény                      |
| Cavalier kuruc                                    | Barna Búza (hu)                          | Kazincbarcika  | Rákóczi tér                   |                                                                     | 1956         | à géolocaliser                    | Cavalier kuruc, Kazincbarcika                             |
| Statue équestre d'Étienne II Lackfi               | Katalin Kalmár                           | Keszthely      | Fő tér                        | Étienne II Lackfi (hu)                                              | 2000         | 46° 45′ 52″ nord, 17° 14′ 36″ est | Statue équestre d'Étienne II Lackfi, Keszthely            |
| Statue équestre d'Étienne Ier                     |                                          | Kistelek       |                               | Étienne Ier de Hongrie                                              |              | à géolocaliser                    | Statue équestre d'Étienne Ier, Kistelek                   |
| Statue équestre de saint Ladislas                 | Sándor Györfi (hu)                       | Kisvárda       | Szent László utca             | Ladislas Ier de Hongrie                                             | 2000         | 48° 13′ 34″ nord, 22° 04′ 43″ est | Statue équestre de saint Ladislas, Kisvárda               |
| Statue équestre d'Étienne Ier                     | Lajos Győrfi (hu), Jenő Ferenc Kiss (hu) | Makó           | Csanád vezér tér              | Étienne Ier de Hongrie                                              | 2000         | à géolocaliser                    | Statue équestre d'Étienne Ier, Makó                       |
| Statue équestre d'Étienne Ier                     | Lajos Biró                               | Mátészalka     |                               | Étienne Ier de Hongrie                                              | 2000         | 47° 57′ 14″ nord, 22° 19′ 32″ est | Statue équestre d'Étienne Ier, Mátészalka                 |
| Statue équestre de Pál Kinizsi                    | Iván Szabó (hu)                          | Nagyvázsony    |                               | Pál Kinizsi                                                         | 1964         | à géolocaliser                    | Statue équestre de Pál Kinizsi, Nagyvázsony               |
| Cosaque à cheval                                  | Pál Pátzay (hu)                          | Nyíregyháza    |                               |                                                                     | 1957         | 47° 57′ 06″ nord, 21° 43′ 07″ est | Cosaque à cheval, Nyíregyháza                             |
| Hussard                                           | Sándor Györfi (hu)                       | Nyíregyháza    | Országzászló tér              |                                                                     | 1997         | à géolocaliser                    | Hussard, Nyíregyháza                                      |
| Statue équestre de Jean Hunyadi                   | Pál Pátzay (hu)                          | Pécs           | Széchenyi tér                 | Jean Hunyadi                                                        | 1956         | 46° 04′ 35″ nord, 18° 13′ 42″ est | Statue équestre de Jean Hunyadi, Pécs                     |
| Statue équestre d'Árpád                           | Dávid Tóth (hu)                          | Pomáz          |                               | Árpád                                                               | 2012         | 47° 38′ 47″ nord, 19° 00′ 22″ est | Statue équestre d'Árpád, Pomáz                            |
| Statue équestre d'Árpád                           | Endre Adorjáni (hu)                      | Sarkad         |                               | Árpád                                                               | 1996         | à géolocaliser                    | Statue équestre d'Árpád, Sarkad                           |
| Cavalier                                          | Andraj Kurtaj                            | Sárospatak     |                               |                                                                     |              | à géolocaliser                    | Cavalier, Sárospatak                                      |
| Statue équestre d'Élisabeth de Hongrie            | Imre Varga                               | Sárospatak     |                               | Élisabeth de Hongrie                                                | 1985         | à géolocaliser                    | Image manquante                                           |
| Monument aux morts de la Première Guerre mondiale | István Tóth (hu)                         | Sárvár         |                               |                                                                     | 1934         | 47° 15′ 13″ nord, 16° 56′ 09″ est | Monument aux morts de la Première Guerre mondiale, Sárvár |
| Statue équestre de Béla IV                        | Béla Tóth, Dávid Tóth (hu)               | Szeged         | Széchenyi tér                 | Béla IV de Hongrie                                                  | 2010         | 46° 15′ 17″ nord, 20° 08′ 57″ est | Statue équestre de Béla IV, Szeged                        |
| Statue équestre de François II Rákóczi            | György Vastagh (hu)                      | Szeged         |                               | François II Rákóczi                                                 | 1912         | 46° 14′ 52″ nord, 20° 08′ 49″ est | Statue équestre de François II Rákóczi, Szeged            |
| Statue équestre de Matthias Ier                   | András Lapis (hu)                        | Szeged         |                               | Matthias Ier de Hongrie                                             | 2001         | 46° 15′ 09″ nord, 20° 09′ 10″ est | Statue équestre de Matthias Ier, Szeged                   |
| Monument au 3e régiment de hussards               |                                          | Szeged         | Tisza Lajos körút             |                                                                     | 1995         | 46° 15′ 05″ nord, 20° 08′ 41″ est | Monument au 3e régiment de hussards, Szeged               |
| Statue équestre d'Étienne Ier                     | Ferenc Sidló (hu)                        | Székesfehérvár |                               | Étienne Ier de Hongrie                                              | 1938         | 47° 11′ 19″ nord, 18° 24′ 44″ est | Statue équestre d'Étienne Ier, Székesfehérvár             |
| Monument aux morts de la Première Guerre mondiale | János Pásztor (hu), Rezső Hikisch (hu)   | Székesfehérvár |                               |                                                                     |              | à géolocaliser                    | Image manquante                                           |
| Monument au 10e régiment de hussards              | Pál Pátzay (hu)                          | Székesfehérvár | Városház tér                  |                                                                     | 1939         | 47° 11′ 28″ nord, 18° 24′ 33″ est | Monument au 10e régiment de hussards, Székesfehérvár      |
| Statue équestre de János Háry                     | Farkas Pál (hu)                          | Szekszárd      | Szent István tér              | Háry János                                                          | 1992         | 46° 20′ 56″ nord, 18° 42′ 10″ est | Statue équestre de János Háry, Szekszárd                  |
| Statue équestre d'Étienne Ier                     | Ferenc Sidló (hu)                        | Szigetvár      |                               | Étienne Ier de Hongrie                                              | 1938         | à géolocaliser                    | Image manquante                                           |
| Statue équestre de Nikola Šubić Zrinski           | József Somogyi (hu)                      | Szigetvár      |                               | Nikola Šubić Zrinski                                                | 1968         | à géolocaliser                    | Statue équestre de Nikola Šubić Zrinski, Szigetvár        |
| Monument à János Damjanich (hu)                   | Béla Radnai (hu)                         | Szolnok        |                               | János Damjanich                                                     | 1912         | 47° 10′ 25″ nord, 20° 12′ 14″ est | Monument à János Damjanich, Szolnok                       |
| Tatai Diana                                       | Béla Tóth                                | Tata           | close to the Esterházy palace |                                                                     | 1988         | à géolocaliser                    | Tatai Diana, Tata                                         |
| Statue équestre de József Esterházy               | Béla Tóth                                | Tatabánya      |                               | József Esterházy (hu)                                               |              | 47° 33′ 51″ nord, 18° 24′ 27″ est | Statue équestre de József Esterházy, Tatabánya            |
| Statue équestre de François II Rákóczi            | Gyula Alpár Veress (hu)                  | Tokaj          | Rákóczi utca                  | François II Rákóczi                                                 | 2003         | à géolocaliser                    | Statue équestre de François II Rákóczi, Tokaj             |
| Statue équestre d'Albert Kiss                     | Lajos Győrfi (hu)                        | Tokaj          |                               | Albert Kiss                                                         | 2004         | à géolocaliser                    | Statue équestre d'Albert Kiss, Tokaj                      |
| Cavalier                                          | Benedek Nagy                             | Törökbálint    |                               |                                                                     | 1996         | 47° 26′ 07″ nord, 18° 54′ 45″ est | Cavalier, Törökbálint                                     |
| Statue équestre de János Bottyán]                 | István Kiss (hu)                         | Vác            | Budapesti főút                | János Bottyán (hu)                                                  | 1974         | 47° 46′ 29″ nord, 19° 07′ 51″ est | Statue équestre de János Bottyán, Vác                     |
| Statue équestre de Miklós Zrínyi                  | Béla Tóth                                | Zalaegerszeg   |                               | Miklós Zrínyi                                                       | 1989         | à géolocaliser                    | Statue équestre de Miklós Zrínyi, Zalaegerszeg            |